# Sentiero dei fiori (Orobie)
Il sentiero dei Fiori è un percorso naturalistico situato sulle Prealpi Bergamasche, in provincia di Bergamo.

## Geografia

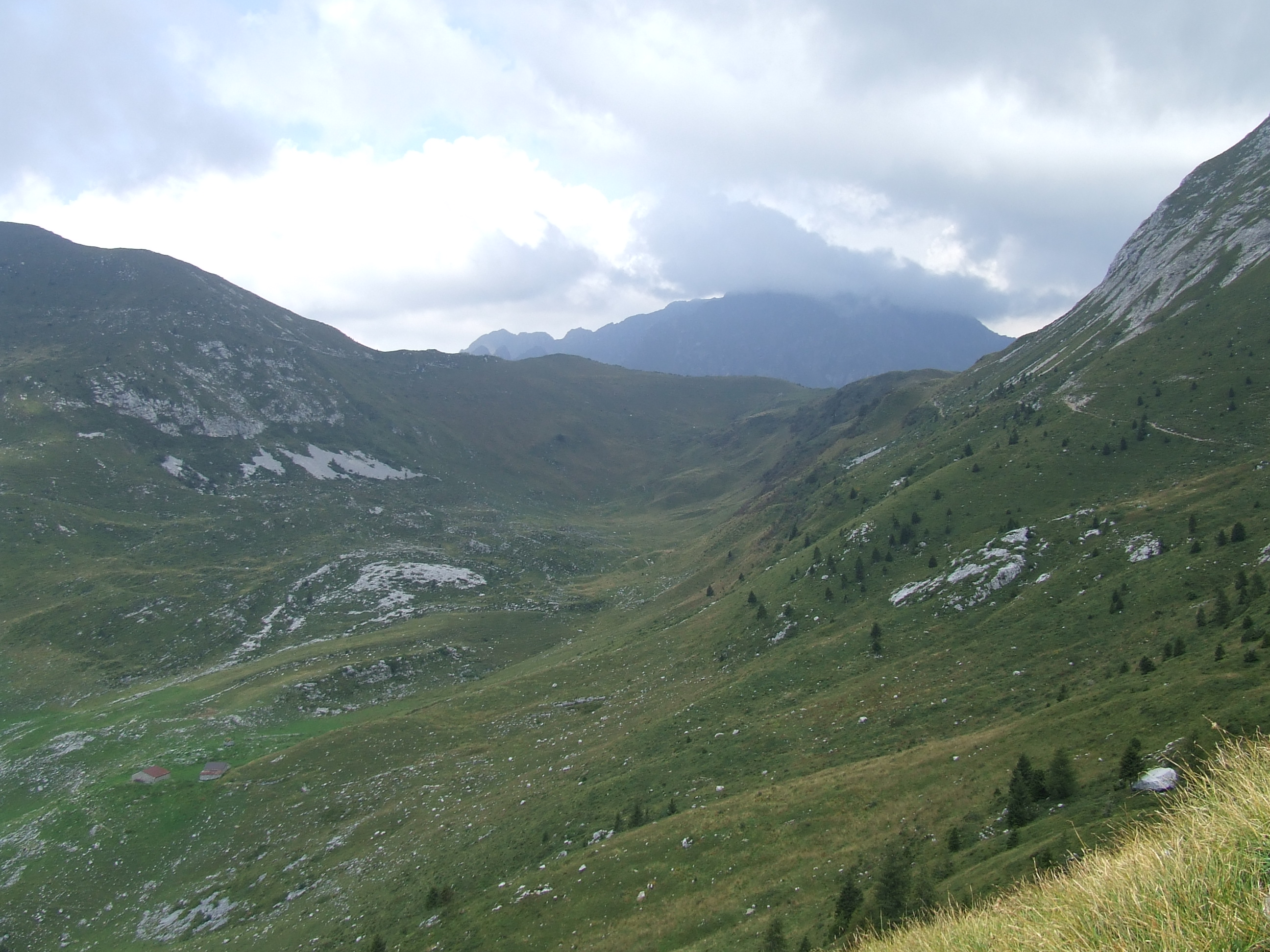
Il sentiero 222 nel tratto che dal rifugio Capanna 2000 porta al passo Branchino

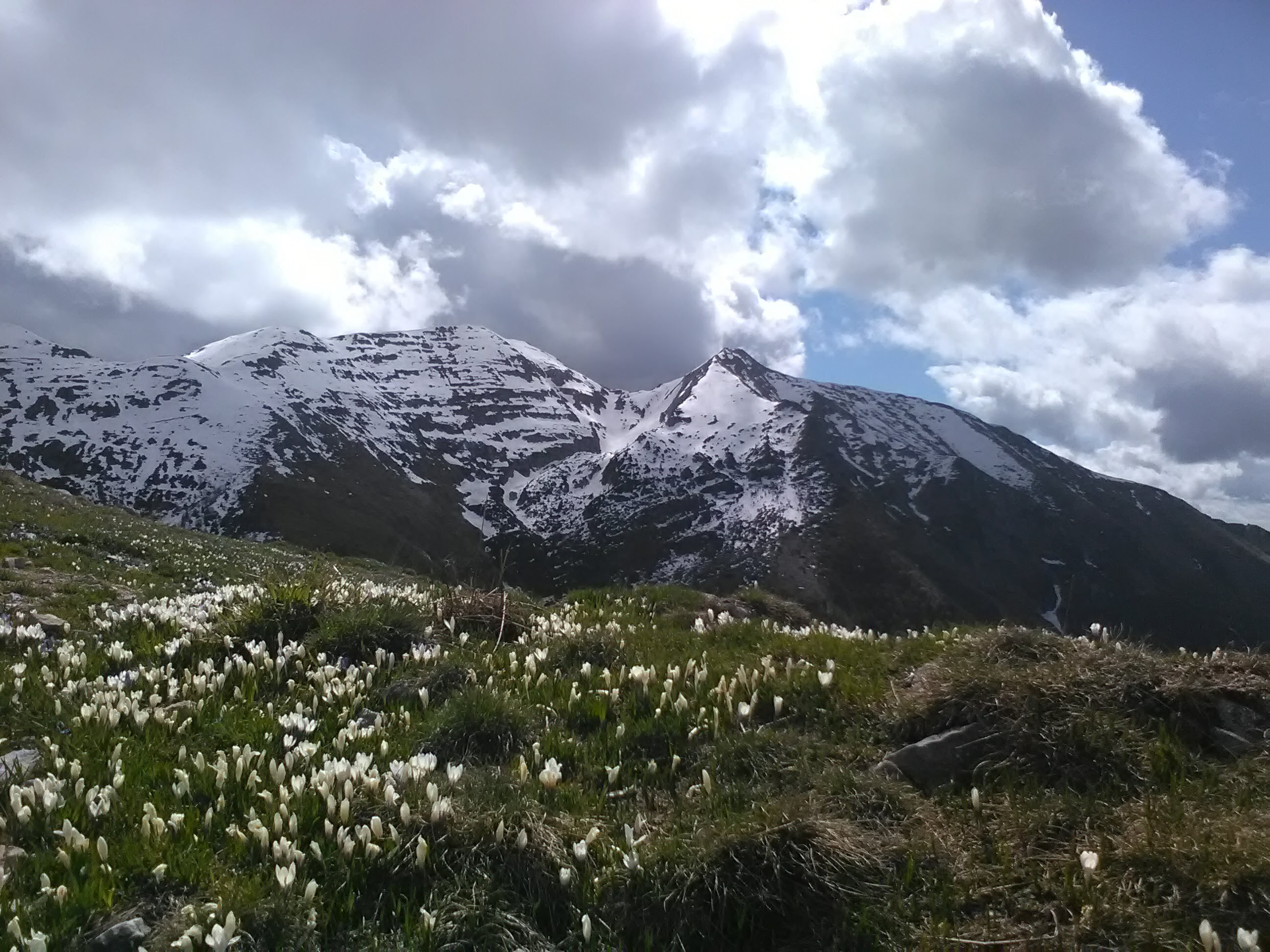
Fioriture primaverili di Crocus

Intitolato nel 2004 al naturalista Claudio Brissoni, si sviluppa ad un'altezza di circa 2000 m s.l.m. sulle pendici occidentali del massiccio del monte Arera, con un anello che vede come punti estremi il rifugio Capanna 2000 ed il lago Branchino, per un totale di poco più di sette chilometri ed un dislivello altimetrico molto limitato, il tutto quasi totalmente nei confini amministrativi del comune di Oltre il Colle.
Dal Rifugio Capanna 2000 la traccia, contrassegnata con il segnavia del CAI numero 244, attraversa la Valle d'Arera e raggiunge prima il Passo Gabbia (2.050 m s.l.m.), poi la conca del Mandrone ed infine la Bocchetta di Corna Piana (dove il segnavia diventa il numero 218), che con i suoi 2.078 metri s.l.m. risulta essere il punto più alto del tracciato. Si scende quindi fino al passo del Branchino (1.821 m) dove si interseca la traccia numero 222 che, con percorso più regolare, riporta al punto di partenza, ovvero il rifugio Capanna 2000.

## Storia
La zona del massiccio dell'Arera da molto tempo è conosciuta, anche oltre i confini nazionali, per l'elevata ricchezza di specie presenti. Una nota escursione del 1908 documenta l'impegno degli studiosi di quel periodo nell'esplorazione dell'area.  A partire dagli anni ’60 e ’70 del secolo scorso Claudio Brissoni individuò un tracciato che percorreva le aree botaniche più significative del massiccio. Nel 1987 questo percorso venne ufficialmente riconosciuto dal Centro Educazione Ambientale della Regione Lombardia.

## Flora
Vi si possono trovare rari esempi di endemismo orobico tra cui la linaria di Tonzig, la sassifraga della Presolana, ed il caglio del Pizzo Arera, ma anche fiori alpini di maggiore diffusione quali la stella alpina, la silene di Elisabetta, la viola di Duby, il papavero alpino e lo spillone alpino. Durante la stagione primaverile sui prati si può assistere alla fioritura del croco che offre un colorato colpo d'occhio.

## Galleria d'immagini

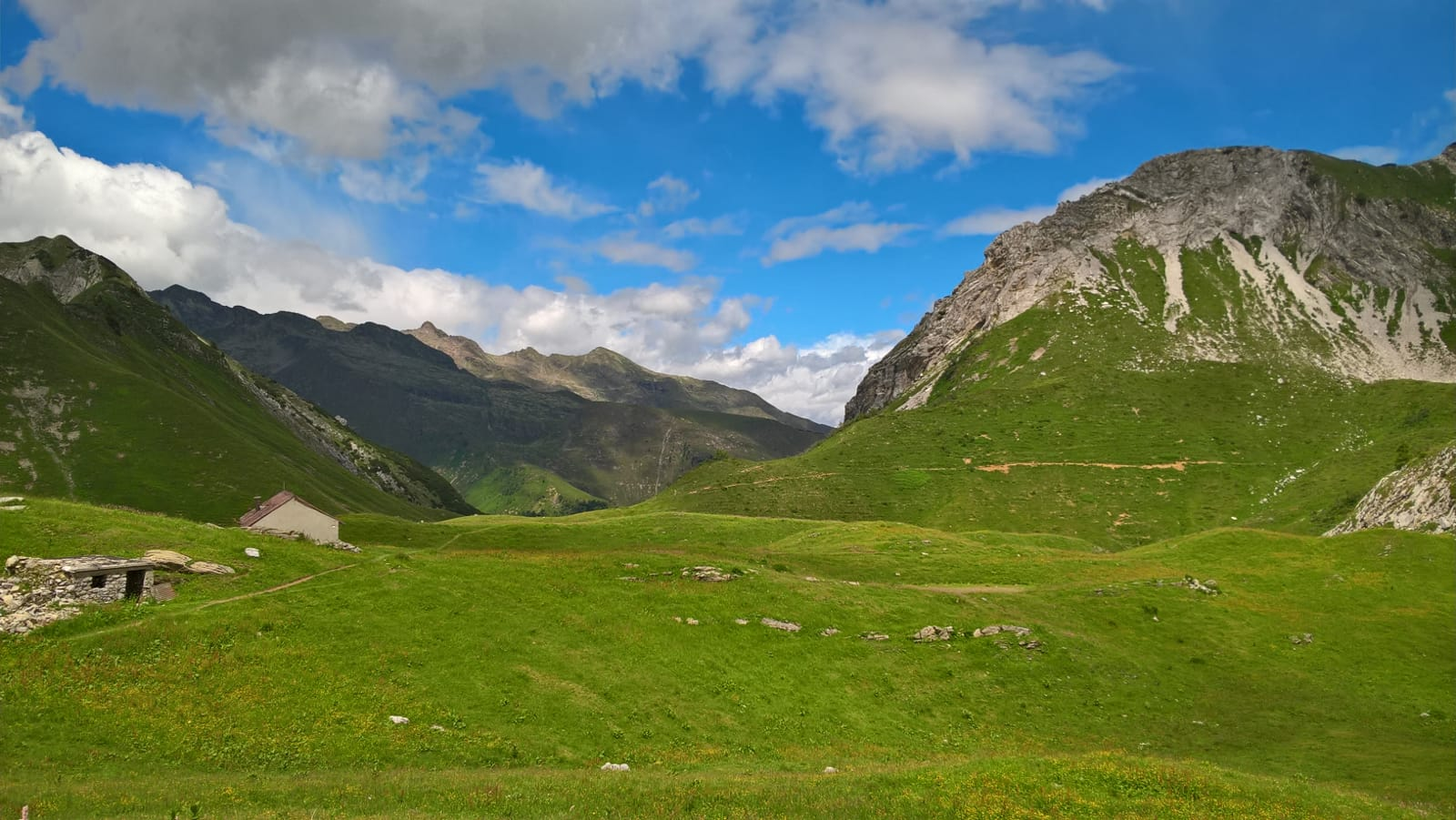
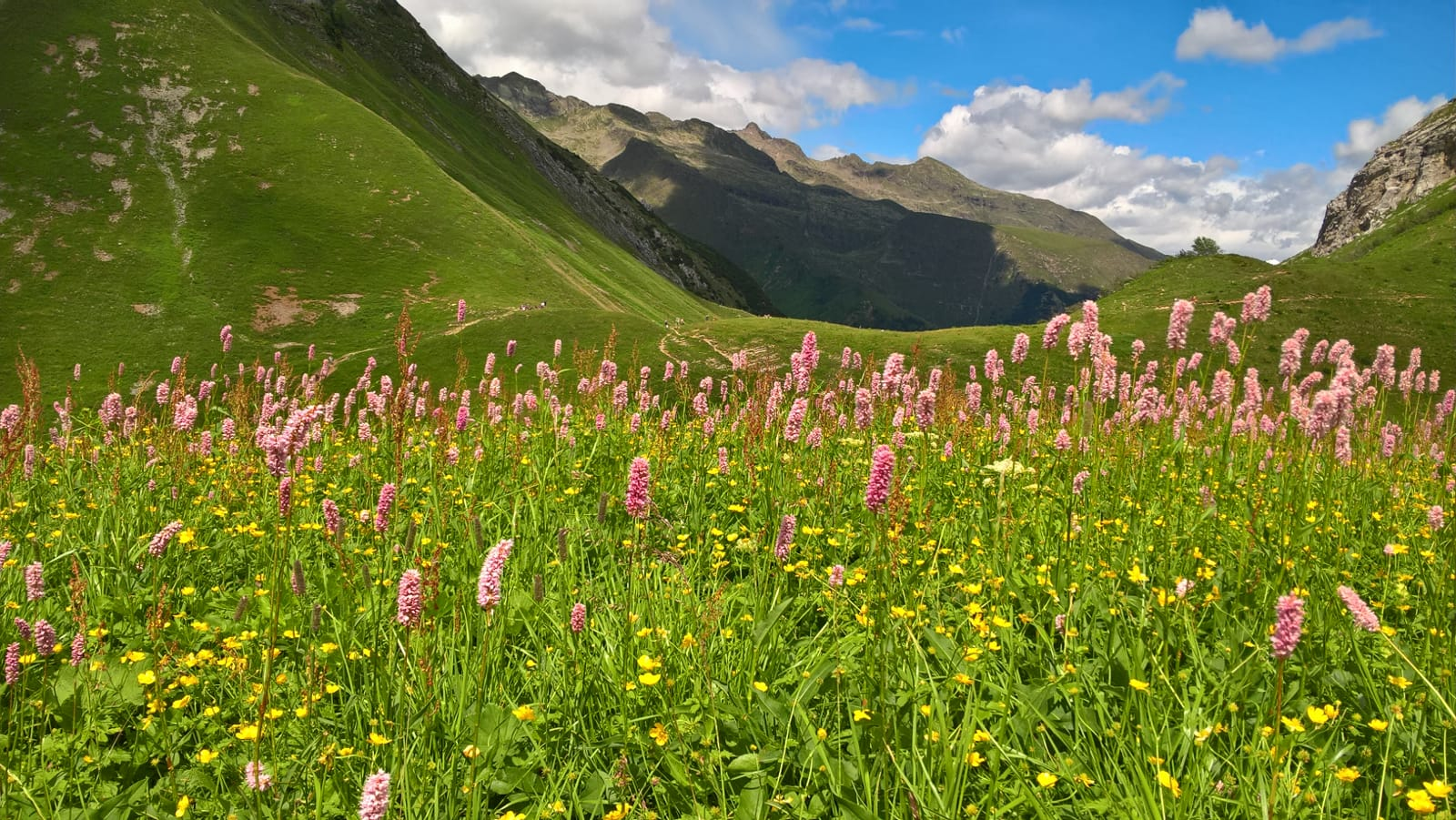
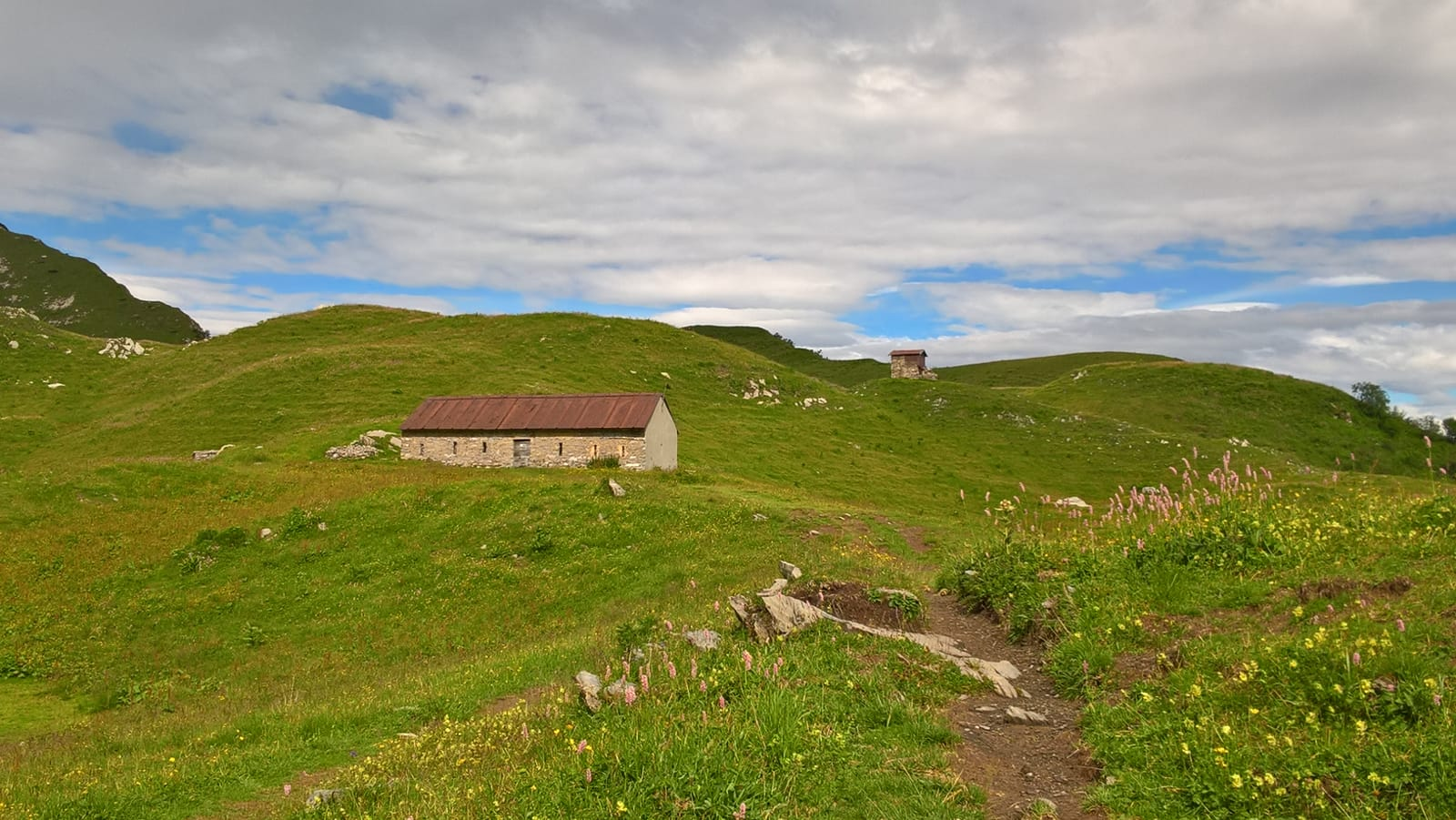
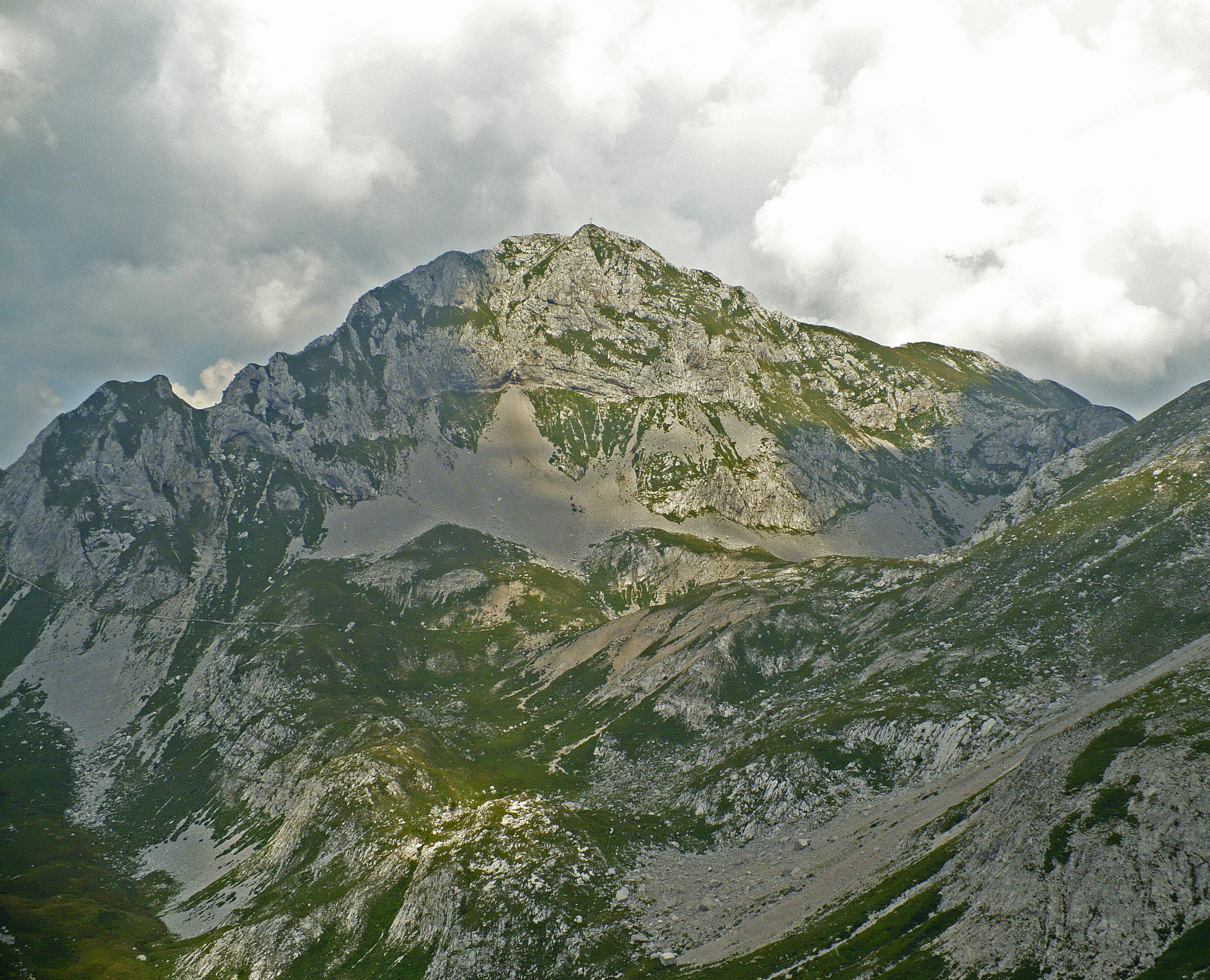
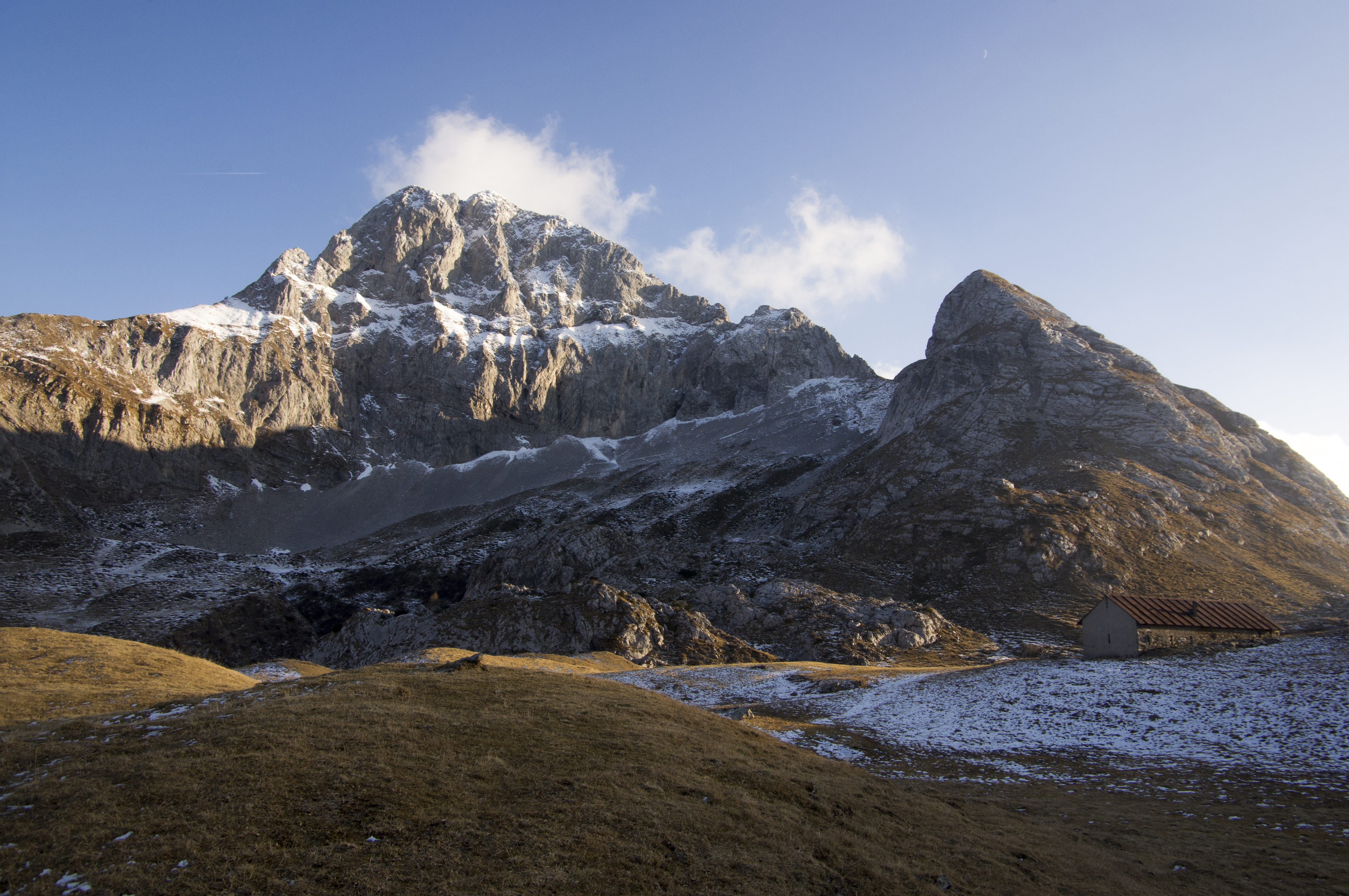